# Шабдолов Шоді Давлятович
Шоді Давлятович Шабдолов (тадж. Шодӣ Давлатович Шабдолов, 17 жовтня 1943, Хорог — 19 жовтня 2023, Хорог) — радянський партійний діяч, депутат парламенту Таджикистану (1989—2015 роках), голова ЦК Комуністичної партії Таджикистану (1991—2016 роках).

## Біографія
Кандидат економічних наук, був головним інженером Хорогської ГЕС. Член КПРС з 1970 року.
У 1983—1985 роках заступник завідувача організаційного відділу ЦК Комуністичної партії Таджикистану (працюючи ці три роки в Афганістані старшим радником ЦК КПРС при ЦК НДПА).
У 1985—1989 роках перший секретар Хорогського міського комітету Комуністичної партії Таджикистану.
У 1989 році — заступник завідувача відділу організаційно-партійної та кадрової роботи ЦК КП Таджикистану.
6 грудня 1989 — вересень 1991 року — секретар ЦК Комуністичної партії Таджикистану, завідувач відділу промисловості ЦК Комуністичної партії Таджикистану.
У 1989—2015 роках депутат Верховної Ради Таджицької РСР, а потім Вищих Зборів Таджикистану за партійними списками компартії.
З 4 вересня 1991 до 2 липня 2016 року — голова Комуністичної партії Таджикистану.
З 2 липня 1994 року член Політвиконкому Ради СКП-КПРС.
З 26 січня 1997 року по 27 жовтня 2001 року заступник голови — секретар Ради СКП-КПРС. У 2001 році під час розколу Союзу компартій підтримав Олега Шеніна, і після «шенінського» XXXII з'їзду СКП-КПРС (21 липня 2001 року) обраний заступником голови — секретарем Ради СКП-КПРС. З 29 лютого 2004 секретар ЦК КПРС (Шеніна).
На чергових виборах до нижньої палати парламенту Республіки Таджикистан, що відбулися 1 березня 2015 року Комуністична партія Таджикистану не набрала 5 % відсотків голосів виборців і залишилася без депутатських місць.
У липні 2016 року XXXII з'їзд комуністичної партії Таджикистану не переобрав Шоді Шабдолова, причому його звинувачували у натягнутих відносинах з керівництвом Таджикистану та зниження впливу партії.